# 7172 Multatuli
7172 Multatuli è un asteroide della fascia principale. Scoperto nel 1988, presenta un'orbita caratterizzata da un semiasse maggiore pari a 2,4221371 UA e da un'eccentricità di 0,1443893, inclinata di 3,30569° rispetto all'eclittica.